# 938 هـ
938 هـ هي سنة في التقويم الهجري امتدت مقابلةً في التقويم الميلادي بين سنتي 1531 و1532.

## مواليد
- حسن بيك روملو

## وفيات
- كاتبي الترشيزي